# Эскадренные миноносцы типа «Икадзути»
Эскадренные миноносцы типа «Икадзути» (яп. 雷型駆逐艦 Икадзутигата кутикукан) — тип японских эскадренных миноносцев. Первые серийные японские эсминцы.

## История создания и конструкция

### Предпосылки заказа
Активное развитие миноносных сил, наглядным подтверждением чему стала японо-китайская война, а именно успешная торпедная атака на китайскую военно-морскую базу Вэйхайвэй, заставило японский Морской Генеральный штаб при формировании судостроительной программы 1896 года обратить внимание на корабли, способные бороться с ними — эскадренные миноносцы (в то время называвшиеся контрминоносцами и истребителями). В 1896—1897 годах в Великобритании (считавшейся тогда главным строителем эсминцев в мире) было заказано сразу 12 их представителей: 6 компании «Ярроу» (тип «Икадзути») и 6 кораблей компании «Торникрофт» (тип «Муракумо»).

### Конструкция
Проект базировался на ранних британских 30-узловых эсминцах (класса B, строились с 1894 года) — типичных кораблей этого типа для начала XX века. Японский флот закупил в общей сложности 55 единиц британской и собственной постройки, базировавшихся на нём. Последние из них (типа «Камикадзэ») вступили в строй в 1909 году.

#### Корпус и компоновка
Корпус эскадренного миноносца размером 68,4×6,2 м ради достижения максимальной скорости собирался из листов мягкой стали Сименса-Мартина толщиной 4-5 мм. Предельная переоблегчённость конструкции приводила к сильной вибрации на полном ходу, кроме того, уже тогда высказывались сомнения в её прочности. Эти опасения подтвердились, когда 19 сентября 1901 года новейший эсминец «Кобра» (представитель B-класса с экспериментальной паротурбинной установкой) был разорван надвое в результате достижения максимальной скорости.
В целях обеспечения большей живучести корпус делился 10 поперечными переборками на 11 отсеков. Использовалась классическая для эсминцев того времени компоновка: от носа к корме располагались таранный отсек с якорным устройством, матросские кубрики с камбузом, два котельных отделения, машинное отделение, офицерские каюты с кают-компанией, провизионный и румпельный отсеки.
Для улучшения мореходности палуба от форштевня до боевой рубки имела карапасную (подобную панцирю черепахи) форму, а дальше была слегка покатой.
Приборы управления размещались в боевой рубке и на располагавшемся выше неё ходовом мостике. Главный магнитный компас стоял в кормовой части, за котельным кожухом на специальной платформе, предохранявшей его от вибрации.

#### Силовая установка
Были установлены две четырёхцилиндровые вертикальные паровые машины тройного расширения общей мощностью 6000 лошадиных сил (4,5 МВт), питаемые паром от четырёх водотрубных котла конструкции Ярроу. Расположенные между ними и бортом угольные ямы должны были обеспечивать защиту от попадания малокалиберных снарядов.

#### Вооружение
Аналогично британским прототипам: одно 76-мм орудие с длиной ствола 40 калибров конструкции Армстронга, пять 57-мм орудий с длиной ствола 40 калибров и два 450-мм торпедных аппарата.
Торпедные аппараты были расположены друг за другом в кормовой части, так как из-за занимавших значительную часть верхней палубы дымовых труб для них не нашлось другого места.
Подобная компоновка (а также размещение запасных торпед в носовой части, делавшее невозможной быструю перезарядку торпедных аппаратов) критиковалась современниками, так как оба котельных отделения или оба торпедных аппарата могли быть выведены из строя одним удачным попаданием. Практика же показала, что в плане живучести японские эсминцы британской и собственной постройки не отличались принципиально от аналогичных русских кораблей того времени.

### Строительство
Шесть кораблей были построены компанией «Ярроу» на верфи в Попларе в 1897—1899 годах. Все были названы в честь небесных явлений.
На ходовых испытаниях 12 декабря 1899 года «Нидзи» достиг скорости в 31,15 узла, что превышало оговоренную в контракте величину (30 узлов), и изготовитель получил за это премию. В реальных же условиях, при использовании некачественного японского бурого угля и комплектовании команд физически более слабыми японцами эсминцы этого типа не развивали более 26-28 узлов. Дальность плавания, заявлявшаяся по проекту в 3000 миль экономическим 10-узловым ходом, на практике оказалась в два-три раза меньше.
В 1901—1902 годах компанией «Ярроу» по изменённому проекту (с силовой установкой мощностью 6500 лошадиных сил вместо 6000) также было построено ещё два эсминца (тип «Акацуки»).

## История службы
Вскоре после прибытия в Японию корабли этого типа принли участие в подавлении восстания ихэтуаней, патрулируя китайские воды. В ходе этого был потерян «Нидзи», 29 июля 1900 года потерпевший крушение у побережья Шаньдунского полуострова.
К 1904 году была проведена модернизация, заключающаяся в замене носового 57-мм орудия на второе 76-мм/40 Армстронга (что дало японцам значительное преимущество в огневой мощи над русскими эсминцами), установке радиотелеграфной станции конструкции Маркони (антенны которой натягивались между мачтами, меньшая из которых была специально для этого установлена между торпедными аппаратами), переносу камбуза из тесного жилого отсека в небольшую рубку, размещённую за котельным вентилятором между первой и второй трубами. Всё это приблизило корабли к более позднему типу «Харусамэ».
Эсминцы типа «Икадзути» активно участвовали в русско-японской войне. К её началу «Оборо» входил в состав 1-го отряда истребителей (командир отряда—капитан 1-го ранга Сёдзиро Асай), «Акэбоно», «Инадзума» и «Икадзути» входили в состав 2-го отряда истребителей (командир—капитан 1 ранга Итиро Исида), а «Садзанами» входил в состав 3-го отряда (командир отряда—капитан 2 ранга Канэмицу Цутия).
Во время ночной атаки 9 февраля 1904 года на русскую эскадру в Порт-Артуре эсминцы этого типа приняли в ней участие, но не добились результата, .
Ранним утром 10 марта 1904 года истребители 3-го отряда («Садзанами», «Усугумо», «Синономэ») и «Акэбоно» перехватили неподалёку от Порт-Артура возвращающиеся из разведки русские эсминцы («Решительный» и «Стерегущий»). Последний из-за неисправности силовой установки не смог оторваться от преследования, и был вынужден принять неравный бой, в ходе которого он добился 27 попаданий в «Акэбоно» (4 раненых) и 8 в «Садзанами» (1 убитый, 2 раненых). Потерявший ход русский эсминец с полностью выбитой артиллерией и погибшей большей частью команды японцы пытались взять на буксир, а мичман с подошедшего «Садзанами» даже поднял на нём японский флаг, но из-за открытых в машинном отделении кингстонов и подходящих русских кораблей им пришлось выйти из боя. Через полчаса крейсера «Баян» и «Новик» подняли из воды четырёх уцелевших членов экипажа «Стерегущего».
В ночь на 13 апреля «Икадзути», «Инадзума», «Акэбоно» и «Оборо» сопровождали пароход «Корю-Мару» к месту установки мин у Порт-Артура. На рассвете они обнаружили и в ходе боя потопили русский эсминец «Страшный». Японцы отмечали его превосходство в скорости хода (при выданных им на испытаниях 27 узлах), что вероятно, связано с недостаточной физической силой японских кочегаров и плохим качеством угля, используемого ими.
Днём же на том минном поле погиб флагман 1-й Тихоокеанской эскадры «Петропавловск» вместе с её командующим С. О. Макаровым, а броненосец «Победа» был серьёзно повреждён.
Во время боя под Порт-Артуром 19 мая «Икадзути» был тяжело повреждён попаданием крупнокалиберного русского снаряда (24 погибших).
Эсминцы этого типа приняли участие в сражении в Жёлтом море, так и не выйдя в атаку на русские корабли, но и не получив в итоге никаких повреждений.
В ночь на 3 ноября «Оборо» подорвался на мине юго-западнее Порт-Артура, оставшись при этом на плаву, по русским же данным он был торпедирован минным катером с броненосца «Ретвизан», что с учётом слабости 381-мм торпед Уайтхеда кажется более вероятным.
Все истребители приняли участие в Цусимском сражении. К тому моменту «Акэбоно», «Икадзути», «Инадзума» и «Оборо» входили в 2-й отряд истребителей (командир отряда—капитан 1-го ранга Дзюнкити Ядзима), а «Садзанами» в 3-й отряд истребителей (командир отряда—капитан 1-го ранга Дзютаро Ёсидзима).
Вечером и ночью 27 мая «Икадзути» в ходе торпедных атак на русские корабли был повреждён их артиллерийским огнём, потеряв при этом 13 человек ранеными. Днём же 28 мая «Садзанами» после непродолжительного преследования захватил эсминец «Бедовый», на котором находился командующий Второй Тихоокеанской эскадрой вице-адмирал З. П. Рожественский со штабом.
5 сентября 1905 года у порта Расин японские крейсера «Иватэ», «Ниитака» и истребители «Оборо» и «Акэбоно» встретились с двумя русскими крейсерами и двумя эсминцами, огонь так и не был открыт и противники вскоре потеряли друг друга из виду. Тем не менее этот случай считается последним столкновением на море в ходе русско-японской войны.
16 декабря 1909 года «Инадзума» столкнулся со шхуной в 30 милях южнее Хакодате, разломился и затонул. Обе половины корпуса в 1910 году были подняты и сданы на слом.
10 октября 1913 года в результате взрыва котла был разрушен «Икадзути». В следующем году его корпус был разделан на металл.
Таким образом, от небоевых причин погибло три из шести кораблей этого типа, а в ходе военных действий — ни одного.
«Садзанами» был исключён из списков 1 апреля 1913 года и с 1914 года использовался как гражданское судно «Садзанами-Мару». «Акэбоно» и «Оборо» в 1921 году в связи с полным моральным устареванием были разоружены и переклассифицированы в тендеры, а в 1925—1926 годах сданы на слом.

## Представители серии
| Название                   | Место постройки                             | Заложен              | Спущен на воду      | Вступил в строй      | Судьба                                                                                         |
| -------------------------- | ------------------------------------------- | -------------------- | ------------------- | -------------------- | ---------------------------------------------------------------------------------------------- |
| Икадзути (яп. 雷 «Гром»)   | Yarrow Shipbuilders, Поплар, Великобритания | 1 сентября 1897 года | 25 ноября 1898 года | 23 февраля 1899 года | Разрушен в результате взрыва котла 9 октября 1913 года, в 1914 разделан на металл              |
| Инадзума (яп. 電 «Молния») | Yarrow Shipbuilders, Поплар, Великобритания | 1 ноября 1897 года   | 28 января 1899 года | 25 апреля 1899 года  | Затонул в результате столкновения у Хакодате 16 декабря 1909 года, позже поднят и сдан на слом |
| Нидзи (яп. 霓 «Радуга»)    | Yarrow Shipbuilders, Поплар, Великобритания | 1 января 1899 года   | 22 июня 1899 года   | 29 июля 1899 года    | Потерпел крушение у побережья Китая 29 июля 1900 года, исключён из списков 8 апреля 1901       |
| Акэбоно (яп. 曙 «Рассвет») | Yarrow Shipbuilders, Поплар, Великобритания | 1 февраля 1898 года  | 25 апреля 1899 года | 3 июля 1899 года     | Исключён 8 октября 1921 года, в 1925 сдан на слом                                              |
| Оборо (яп. 朧 «Дымка»)     | Yarrow Shipbuilders, Поплар, Великобритания | 1 января 1899 года   | 5 октября 1899 года | 1 ноября 1899 года   | Исключён 21 июня 1921 года, в 1926 сдан на слом                                                |
| Садзанами (яп. 漣 «Зыбь»)  | Yarrow Shipbuilders, Поплар, Великобритания | 1 июня 1897 года     | 8 августа 1898 года | 28 августа 1899 года | Исключён 1 апреля 1913 года, с 1914 использовался как гражданское судно «Садзанами-Мару»       |